# 雪峰義存
雪峰義存（せっぽう ぎぞん）は、中国の唐末から五代十国時代の禅僧。諡は真覚大師。俗姓は曾。泉州南安県の出身。

## 生涯
仏教の熱心な信者の家庭に生まれ、幼少時より僧侶への道を目指し、9歳の時に出家を志したが、両親は許さず、後に12歳になって叔父に連れられて行った莆田の玉澗寺の慶玄律師のもとで沙弥となった。
17歳で剃髪し、その後、各地を遊方し、幽州の宝刹寺で具足戒を受ける。会昌の廃仏に遭い、儒学者に変装して帰宗智常の弟子である芙蓉霊訓に師事した。
芙蓉霊訓の没後は雲水として各地を巡歴し、洞山良价や投子大同に師事したが大悟には至らず、洞山の命令で徳山宣鑑に師事した。
しかし、数年しても開悟出来ず、そこで親しくなった欽山文邃と巌頭全奯と共に再び巡歴の旅に出た。
旅の途中、雪に足止めされて数日間同じ場所で坐禅を続けたが、巌頭に諭されて悟りを開き、徳山宣鑑の法嗣となる。
その後、当時評判の高かった臨済義玄を尋ねに行こうとしたが、途中で出会った僧侶に臨済の死を知らされ、そこで2人と別れて故郷の福建に戻った。
福建に戻ってからは、福州閩県の雪峰山に住し、40年余にわたり化導に励み、観察使の李景や閩の王審知の帰依を受けて教団が繁栄し、その拠点となった雪峰寺には常時1,500人もの僧侶が修行し、筆頭弟子の玄沙師備を始め、雲門宗の開祖となった雲門文偃や長慶慧稜・鼓山神晏・保福従展などの優れた弟子を数多く輩出し、五代時代において最大の仏教教団を形成した。
僖宗（『景徳傳燈録』では懿宗）より真覚大師の号を賜わる。享年87、法臘59。

## 略歴
- 長慶2年（822年）- 泉州南安県にて誕生。
- 大和7年（833年）- 莆田玉澗寺の慶玄に師事して沙弥となる。
- 開成3年（838年）- 正式に出家する。
- 会昌5年（845年）- 芙蓉霊訓に師事。
- 大中3年（849年）- 幽州の宝刹寺で受戒。
- 咸通6年（865年）- 徳山宣鑑について嗣法。
- 咸通9年（868年）- 西禅寺を開く。
- 咸通10年～15年（869年～874年）- 雪峰寺を開く。
- 光化元年（898年）- 王審知に仏心印を説く。
- 開平2年（908年）- 示寂。

## 思想
雪峰は悟りを開いたのが44歳と大変遅かったので修行者の苦心に同情的であり、問答の相手一人一人に合わせた適切でわかりやすい指導を行った。

## 逸話
- 修行時代には典座（修行僧の食事を作る役職）を自ら志願し、いつも飯杓子を持って歩いていた[1]。僧堂で典座の役職の部屋を表す典座寮は、またの名を雪峯寮という[1]。
- 一人の雲水（修行僧）が雪峰義存の師である徳山宣鑑に弟子入りしようとして渓流に添って上って行くと、上流から野菜の切れ端が流れて来たので、「一筋の野菜といえど粗末にするようなところはろくな道場ではあるまい」と思い山をおりかけると、一人の僧（雪峰義存）がこの流菜を追いかけて下ってきたことから、雲水は思い直して徳山宣鑑に入門した[2]。
- 雪峰義存が徳山宣鑑の元で典座の役にあったとき、毎晩何やら火に鍋をかけてぐつぐつ煮て、彼が一人でうまいものをこっそり食べているのではないかと噂が立った[3]。徳山宣鑑がある夜、雪峰の部屋に行くと噂の通りであったが鍋の中身はとても食べられたものではなかったので理由を問うと、「皆が野菜の切端を粗末にするので流しに袋を受けて、一日たまったものを煮て食べております」という[3]。このことから徳山も感心し、以後ますます大衆が心服したという[3]。

## 語録
- 『雪峰眞覺禪師語録』2巻

## 弟子
玄沙師備、雲門文偃、長慶慧稜、鼓山神晏、保福従展、安国弘韜、金輪可観

## 伝記
- 『祖堂集』巻7
- 『景徳伝灯録』巻16「福州雪峰義存禅師」
- 『宋高僧伝』巻12「唐福州雪峰広福院義存伝」
- 『雪峰眞覺大師年譜』
- 鈴木哲雄『雪峰　祖師禅を実践した教育者』「唐代の禅僧9」臨川書店、2009年